# Bakairí jezik
Bakairí jezik (ISO 639-3: bkq; bacairí, kurâ), jezik Bakairí Indijanaca kojim govori 950 ljudi (1999 ISA) u 9 ili 10 sela u brazilskoj državi Mato Grosso, u bazenu rijeke Xingú.
Bakairski jezik pripada karipskoj porodici jezika, južnoj skupini. Danas Bakairi govore i portugalskim [por]; latinično pismo.

## Vanjske poveznice
- Ethnologue (14th)
- Ethnologue (15th)